# Luis Caraballo
Luis Eduardo Caraballo Bechio (Cartagena de Indias, Bolívar, Colombia, 30 de diciembre de 1991) es un futbolista profesional colombiano de ascendencia italiana que se desempeña en el terreno de juego como defensa y mediocampista defensivo; su último equipo fe el Real Cundinamarca.

## Trayectoria

### Real Cartagena
Luis Caraballo fue formado en las divisiones menores del Real Cartagena, con el cual realizó su debut profesional el 23 de febrero de 2011, durante un partido contra la Uniautónoma correspondiente a la Copa Colombia, que finalizó con empate de 1 a 1 en el Estadio Marcos Henríquez de Sabanalarga. Durante ese certamen también fue titular en los partidos contra Barranquilla, Junior de Barranquilla y Unión Magdalena. Su debut en la Categoría Primera A llegaría el 13 de mayo de 2012, cuando el DT Germán González decidió incluirlo en el onceno titular para el juego contra Atlético Huila, que finalizó con victoria de 1 a 0. Estuvo presente en el juego contra La Equidad que se perdió por 2 a 0 y que, además, consumó el descenso de Real Cartagena a la Categoría Primera B. Sin encontrar equipo en la Liga Águila, continuó con el cuadro cartagenero en la segunda división, pero el 6 de octubre de 2014, mientras Real Cartagena visitaba al Deportivo Pereira, Caraballo recayó de un esguince y se mantuvo alejado de las canchas por varios meses hasta que en septiembre de 2015 fue habilitado para volver a jugar.

### Louletano
Para mediados de 2016 su pase lo adquirió un grupo de empresarios mexicanos vinculados al Tigres UANL, quienes a su vez lo colocaron en el fútbol portugués con el Louletano donde nada más disputó tres juegos.

### Real Sociedad
Tras su efímera pasantía en el fútbol portugués, en enero se concretó su vinculación al Real Sociedad de Honduras. Su debut se dio el 12 de febrero de 2017 en el empate de 0 a 0 contra el subcampeón nacional Platense.

## Clubes
| Club              | País     | Año         |
| ----------------- | -------- | ----------- |
| Real Cartagena    | Colombia | 2011 - 2016 |
| Louletano         | Portugal | 2016 - 2017 |
| Real Sociedad     | Honduras | 2017 - 2018 |
| Real Cundinamarca | Colombia | 2019 - 2020 |

## Estadísticas
| Club                      | Temporada           | Liga  | Liga  | Copa Nacional | Copa Nacional | Copa Internacional | Copa Internacional | Total | Total |
| Club                      | Temporada           | Part. | Goles | Part.         | Goles         | Part.              | Goles              | Part. | Goles |
| ------------------------- | ------------------- | ----- | ----- | ------------- | ------------- | ------------------ | ------------------ | ----- | ----- |
| Real Cartagena · Colombia | 2011                | 0     | 0     | 4             | 0             | -                  | -                  | 4     | 0     |
| Real Cartagena · Colombia | 2012                | 16    | 0     | 8             | 0             | -                  | -                  | 24    | 0     |
| Real Cartagena · Colombia | 2013                | 22    | 0     | 8             | 0             | -                  | -                  | 30    | 0     |
| Real Cartagena · Colombia | 2014                | 17    | 1     | 3             | 0             | -                  | -                  | 20    | 1     |
| Real Cartagena · Colombia | 2015                | 0     | 0     | 0             | 0             | -                  | -                  | 0     | 0     |
| Real Cartagena · Colombia | 2016                | 0     | 0     | 0             | 0             | -                  | -                  | 0     | 0     |
| Real Cartagena · Colombia | Total               | 55    | 1     | 23            | 0             | 0                  | 0                  | 78    | 1     |
| Louletano Portugal        | 2016                | 3     | 0     | 0             | 0             | -                  | -                  | 3     | 0     |
| Louletano Portugal        | Total               | 3     | 0     | 0             | 0             | 0                  | 0                  | 3     | 0     |
| Real Sociedad Honduras    | 2017                | 13    | 0     | 0             | 0             | -                  | -                  | 13    | 0     |
| Real Sociedad Honduras    | Total               | 13    | 0     | 0             | 0             | 0                  | 0                  | 13    | 0     |
| Total en su carrera       | Total en su carrera | 71    | 1     | 23            | 0             | 0                  | 0                  | 94    | 1     |